# Xenoblade Chronicles 3
Xenoblade Chronicles 3, chamado no Japão de Xenoblade 3 (ゼノブレイド3, Zenobureido Surī), é um jogo eletrônico de RPG de ação desenvolvido pela Monolith Soft e publicado pela Nintendo. É o quarto título da franquia Xenoblade Chronicles de mundo aberto, em si uma parte da metasérie Xeno. Xenoblade Chronicles 3 retrata o futuro dos mundos apresentados em Xenoblade Chronicles e Xenoblade Chronicles 2. É também o final da trilogia numerada, concluindo a narrativa abrangente estabelecida no primeiro jogo. A história e o tom seguem a mesma linha de Xenoblade Chronicles, enquanto a jogabilidade é principalmente inspirada em Xenoblade Chronicles 2. Assim como os jogos anteriores da série, o jogo foi localizado pela Nintendo of Europe.
Anunciado em fevereiro de 2022, Xenoblade Chronicles 3 foi lançado em 29 de julho de 2022 para Nintendo Switch. Foi bem recebido pela crítica, com elogios sendo direcionados para sua história, jogabilidade, música, personagens e escala, enquanto que críticas foram focadas em questões técnicas e gráficas. Até setembro de 2022, o jogo havia vendido mais de 1,72 milhão de cópias.